# Gekraagde stuifbal
De gekraagde stuifbal (Tulostoma kotlabae) is een schimmel behorend tot de familie Agaricaceae. Het is een kalkminnende soort, vooral in en nabij de zeereep in pioniervegetaties met helm en groot duinsterretje, deels uit sterk stuivende delen van het midden- en binnenduin waar hij vooral in de instuifzone staat. De soort leeft saprotroof. 

## Kenmerken
Uiterlijke kenmerken
De gekraagde stuifbal bezit bolvormige gesteelde vruchtlichamen, de binnenschaal met de sporenzak heeft een diameter tot 8 mm. De opening is kort cilindrisch, klein en smal zonder een donkerdere halo.
De steel is tot 5 cm hoog, plakkerig en witachtig. Als het droog is, barst het.
Kenmerkend is de krijtwitte tot grauwwitte kleur in alle onderdelen van de vruchtlichamen, het volkomen ontbreken van een donkere ring om de mond en de 3 tot 6 mm lange, slappe, rafelige schubben van de steel. Dit laatste is ook een goed macroscopisch verschil met verbleekte exemplaren van de gesteelde stuifbal.
Microscopische kenmerken
De sporen zijn onregelmatig bolvormig, fijn wrattig en 4,3 tot 5,4 (tot 6) µm breed. Het capillitium is vrijwel zonder incrustaties en nauwelijks verbreed bij de septen.

## Verspreiding
Tulostoma kotlabae is een continentale, warmteminnende soort in steeds meer landen in kustgebieden wordt gevonden, o.a. in Zweden, Denemarken, Frankrijk en Portugal. De soort komt sinds de jaren 80 van de vorige eeuw voor in Nederland (herbariumcollecties). Het aantal vindplaatsen neemt sterk toe. In 2022 komt deze soort in Nederland vrij algemeen voor. Alle vondsten tot heden komen uit de duinen tussen Hoek van Holland en Schoorl.

## Foto's

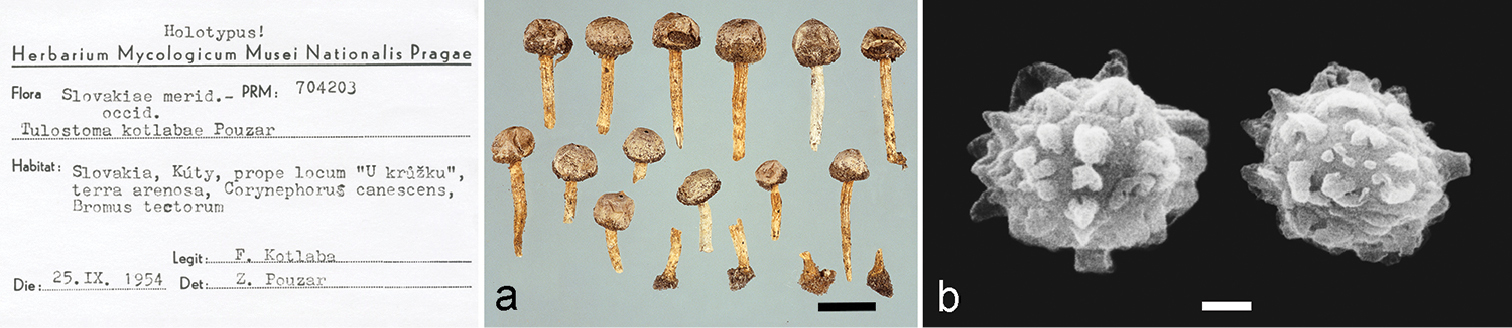
Sporenornamentatie